# Isabelle Carré
Isabelle Carré, född 28 maj 1971 i Paris, är en fransk skådespelare.
Carré har nominerats hela åtta gånger till Césarpriset varav hon vunnit en gång, 2003 i kategorin Bästa kvinnliga huvudroll för sin roll i Zabou Breitmans film Försök att minnas. Carré har även uppmärksammats för sina insatser i filmer som Vansinnigt förälskad (2002) och Franska nerver (2010).

## Filmografi i urval
- 1989 –  Det ligger en vit man i din säng, mamma!
- 1992 – Underbar är kort
- 1995 – Ryttare på taket
- 1999 – Sommar vid Loire
- 1999 – Barn av sitt sekel
- 2001 – Tokiga onsdag
- 2001 – Försök att minnas
- 2002 – Vansinnigt förälskad
- 2003 – Les Sentiments
- 2006 – Coeurs
- 2006 – Fyra stjärnor
- 2007 – Flickan och räven
- 2008 – Les bureaux de dieu
- 2010 – Franska nerver
- 2012 – Kråkornas dag (röst)
- 2012 – Cherchez Hortense
- 2014 – Breathe
- 2014 – Marie Heurtin